# Никифор Влеммід
Никифор Влеммід — візантійський церковний та політичний діяч, вчений, енциклопедист, інтелектуал, богослов.

## Біографія
Никифор Влеммід народився в 1197 р., у Константинополі. Батько його займався медициною, сім’я була досить добре забезпеченою. У віці семи років, він перебирається у місто Прусу, якраз після захоплення латинянами Константинополя. Там він отримує початкову освіту, вивчає граматику. Згодом відправляється в Нікею, де вивчає піїтику, риторику та логіку. У 1213 р. Влеммід знову змінює місце навчання, цього разу він переїжджає до Смирни для продовження занять та вивчає тут логіку під керівництвом Димитрія Каріка. Від 1215 р. починає вивчати медицину і практикує протягом семи років, то в Смірні, то в Ефесі, згодом починає лікувати разом із батьком.
У 1222 р. Влеммід вирушає в місто біля Скамандра, де короткий час вивчає арифметику, фізику, оптику, астрономію, досягнувши достатньо великих успіхів у вивченні філософії та логіки, він відправляється в Німфей та продовжує самостійно займатися науками.  Основою для вивчення у нього були промови ораторів, праці із медицини та юриспруденції.
Зі Смірни Влеммід відправився в один з монастирів в області річки Скамандра, і тут зосередився на вивченні святого письма. Наприкінці 1223 р. Влеммід прибув у Нікею,  де звернув на себе увагу патріарха Германа, який посвятив його в сан диякона і призначив на посаду свого логофета.  Під час свого від'їзду із Нікеї в інші міста для боротьби з маніхейцями, Герман  доручав Влемміду тимчасове управління Нікейською єпархією. А повернувшись із однієї подорожі, він призначив його заступником єпископа в Німфеї де діяння Влемміда були досить  успішним. Проте Влеммід більше тяжів до усамітнення аніж до світського життя. Він умовляє патріарха Германа звільни його від обов’язків логофета, та відправляється спочатку на острів Лесбос, а згодом у  храм Двох Пагорбів, недалеко від Мілету, тут він намагається посвятити себе науці. Згодом, близько 1223 р., Влеммід поселяється у міст Ефесі, у монастирі. Протягом років він усамітнено живе тут вивчаючи святе письмо, під впливом його вивчення Никифор Влеммід хоче відвідати Єрусалим. Він пробує зробити це осінню 1233 р. проте йому вдається досягти тільки острову Родос, де він і поселився в монастирі коло гори Артаміта, та знову взявся за вивчення святого письма. Але у 1234 р., внаслідок політичних заворушень, він був змушений відмовитися від продовження паломництва, покинути Родос, та рушити в Ефес.
В Ефесі він бере участь у соборних зібраннях греків та латинян щодо об’єднання церков. Папа Римський Григорій IX, у 1234 у відповідь на бажання Нікейського патріарха Германа, прислав до Нікеї своїх легатів для переговорів про об’єднання церков. Це були четверо посланців, брати орденів Проповідників та Міноритів. Нікею на соборі представляли Димитрій Карік та Никифор Влеммід
Після закінчення собору 1234 р. Влеммід повернувся до Ефеського монастиря і постригся в монахи.  Митрополит Манассія через вісім днів, возвів його в ієромонахи. Влеммід з великою скрупульозністю дотримувався правил життя монахів. Він навіть відмовився провідати власного батька, який був при смерті, та не зважав на те, що усе його майно було розграбоване. На певний час він усамітнився на горі Іда біля Ефеса, а потім поселився в Паксамадії, Ефеському монастирі. У 1237 р. він здійснив паломництво у Святу Землю , а після повернення із Палестини оселився у монастирі св. Григорія Чудотворця, де зайнявся науковою працею. Тут він заснував школу і викладав філософію. Його школа користувалася покровительство імператора – Іоана Дуки Ватаца. За високий науковий авторитет і доброчесне життя був обраний ігуменом монастиря святого Григорія Чудотворця.  Влеммід ставився до своїх учнів дуже суворо, тому не всі із них були задоволені таким навчанням. З часом під впливом суспільного невдоволення, яке було викликано його суворістю викладання в школі, Влеммід залишив Ефес та перебався на острів Самос.
Звідси був викликаний імператором який повернув йому звання ігумена монастиря св. Григорія Чудотворця, а також довірив йому завдання, зібрати священні та інші книги у Фессалії, Фракії, Македонії та на Афоні, деякі викупити на кошти імператора, або дати відомості щодо змісту інших. Влеммід успішно виконав завдання, і отримав із подорожі багато корисного. Він знайшов дуже багато книг, невідомих йому до цього, читав їх та робив замітки щодо їхнього змісту.
Повернувшись до Ефесу Влеммід отримав пропозицію зайняти місцеву архієрейську кафедру, проте відмовився, та знову оселився у монастирі св. Григорія Чудотворця, відновив школу, зайнявся науками та вивченням Святого Письма.
Від 1240 р. Феодор Ласкаріс, майбутній імператор Нікейської імперії розпочав навчання у школі Влемміда.  Вчитель мав значний вплив на свого учня, прищепив йому любов до наук і знань, сприяв його моральному розвитку. Місце вихователя спадкоємця престолу, та користування підтримкою імператора, не спонукало Влемміда приймати жодні почесті, які йому надходили із царського двору. Монах продовжував провадити аскетичне життя.
У 1249 р. Влеммід збудував власний монастир в Імафіях, біля Ефесу та оселився там. Живучи в цій обителі, він залучив до школи багато сподвижників та учнів.Він хотів повністю присвятити себе науці, але церковні події знову змусили його займатися церковно-суспільною діяльністю. Приводом була чергова спроба унії між церквами, яка відбувалася за участі Нікейського імператора Іоана Дуки Ватаца та Папи Римського Інокентія IV, який в 1249 р. прислав своїх послів у Нікею. У місті наступного року мав відбутися собор, для обговорення питання об’єднання церков. Тут Влеммід, як і минулого разу, захищав православну церкву та ідеї греків.
Повернувшись 1250 року у свій монастир, Влеммід знову зайнявся питанням можливості об’єднання церков, протягом п’яти років він займався науково богословськими заняттями і написав у цей час кілька творів.
У 1255 Влемміда було обрано на патріарший престол, але він відмовився від патріаршества незважаючи на прохання імператора Феодора Ласкаріса. Після обрання на патріарший престол монаха Арсенія, Влеммід відмовився від посади екзарха всіх монастирів Нікейської Імперії яка була надана йому новим патріархом та імператором, оскільки він як і колись бажав усамітнення і присвячував свій час і сили науковій праці.
Після смерті імператора Феодора, Влеммід повністю закрився в монастирі в Імафіях, і до кінця свого життя не виходив із нього. Основним його заняттям  у той час була педагогічна діяльність.
Останні роки свого життя Влеммід провів наукових заняттях, і аскетичному образі життя, мало цікавлячись сучасними політичними та церковними справами. Помер Никифор Вдеммід у своєму монастрі у 1272 році.

## Твори

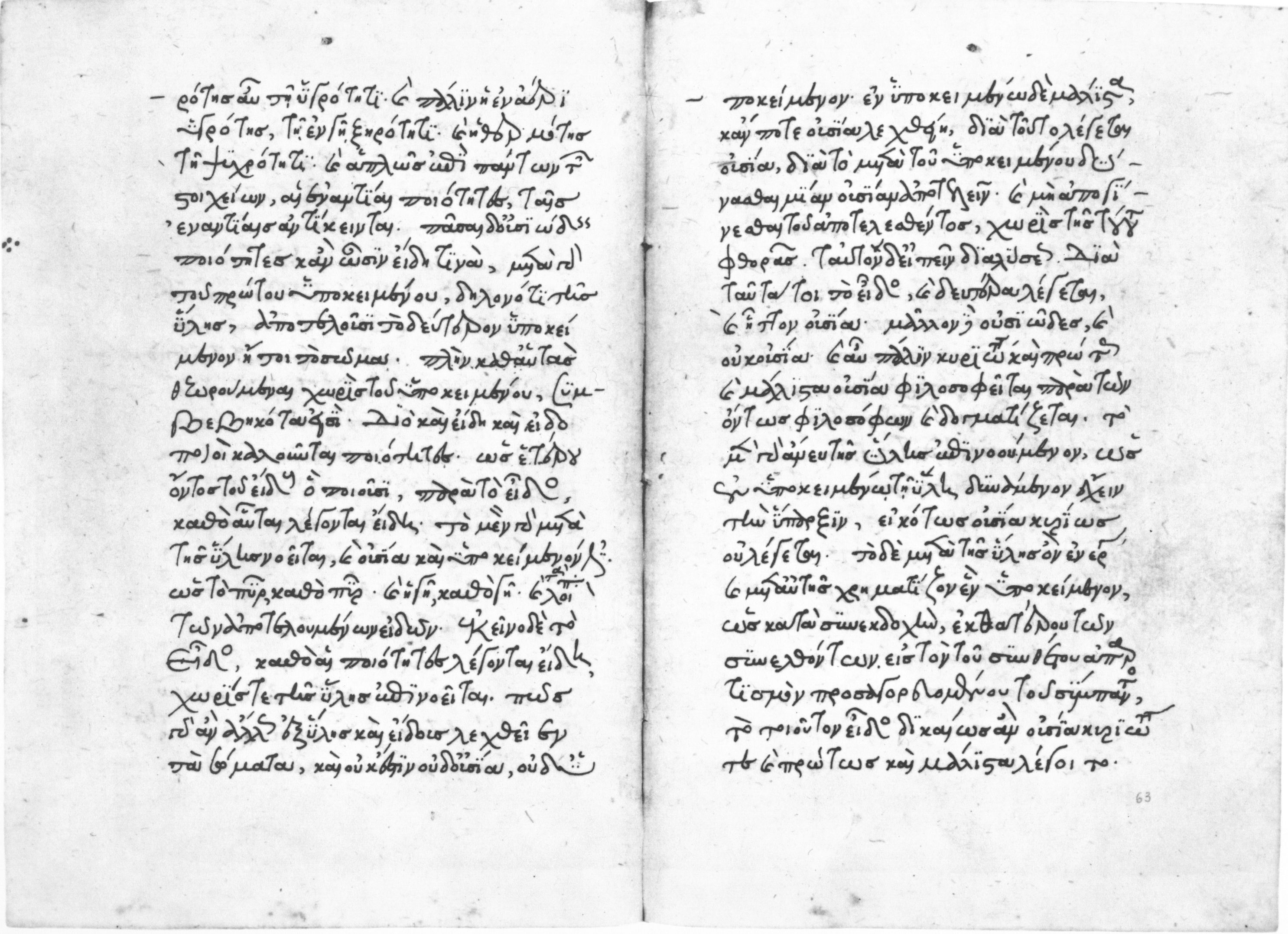
Рукопис трактату Никифора Влемміда «Epitome physica» (Скорочена Фізика) Флоренція, 1314 рік

Праці написані Никифор Влеммідом, умовно можна розділити на дві великі групи: богословські та світські твори.
Богословськими творами Влемміда є його праці Про віру, Про доброчесність і аскетизм, Окружне послання, Толковий Псалтир, Псалтир, Типікон, Похвальне слово св. апостолу та євангелісту Іоану Богослову, Житіє св. Павла. У них він розкриває свої погляди про Бога, божественну природу, та відстоює ідеї та догмати православної церкви.
До світських творів відносять  автобіографію Никифор Влемміда, яку він написав під кінець свого життя, коли  вже зовсім усамітнився у стінах свого монастиря. Перший нарис був написаний у 1264  коли йому уже минуло 66 років, а другий в квітні 1265. В них Никифор описує не все своє життя, а тільки найбільш важливі події, в першій частині автобіографії він в основному розповідає про події зі свого життя. Там знаходяться відомості щодо його юнацьких років, та навчання. У другій частині розповіді дуже значну частинку займає виклад діалектичних змагань Влемміда із латинянами   на соборах 1234 та 1250 років. Окрім біографічного матеріалу важливого для зображення життя і діяльності Никифора, твір містить не мало свідчень які мають дуже важливе значення для історії Візантії XIII століття.  Перш за все, у його автобіографії є свідчення щодо церковних  та інших подій, які не зустрічаються у інших істориків.  Так свідчення Влемміда  щодо соборних суперечок греків з латинянами  1234 та 1250 роках  є єдиними грецькими джерелами для історії цих подій. Окрім цього,  в автобіографії Никифора Влемміда багато свідчень про Нікейських імператорів та Нікейських  патріархів. А також про правителів деяких яких міст. Про політичні умови того часу, відносини нікейських правителів із народом, про придворних життя, поведінку і стан духовенства, про певну педагогічну діяльність та богословські спори.
Також Никифор Влеммід, написав два невеликих твори географічного змісту, а саме “Історія землі” та “Загальна географія”. Причиною появи цих творів,  була  його педагогічну діяльність. Перший твір за своїм об'ємом невеликий, та описує землю щодо інших світил, широту і довготу, виміри. Очевидно воно призначалося для учнів молодшого віку, вважається що він написав цю працю близько 1241 року, коли в його школу вступив син імператора. Вона була створена для принца, але згодом нею користувалися усі учні. Інший географічний твір “Загальна географія” за своїм об'ємом більший. Мета цього твору описати весь світ, і показати на які частини він ділиться. Які на ньому знаходиться племена, та міста. В цьому творі Влеммід розповідає, про розташування різних країн і народів що їх населяють. Описує  образи життя певних народів, їхні заняття. Цей твір як і перший, написаний ним  у навчальних цілях, проте  призначався для учнів старшого віку. Праця “Загальна географія” не є самостійною працею, а являє собою перероблену географію Діонісія Преіегета,  яка була написана віршами.
До творів філософського характеру відносять Скорочену Логіку та Скорочену Фізику які були написані Влеммідом у якості підручників для своїх учнів. Вважається що він написав сою Логіку не раніше 1238 року, коли розпочав викладати філософію. Логіка Влемміда більшою мірою це скорочений коментований виклад творів Аристотеля. У ній він виводить таку ідею, що логіка один із кращих засобів щоб досягти істини, а оскільки прагнення істини є прагненням до бога, то варто вивчати логіку більш  детально аніж інші науки. Після того як Влеммід розкрив своїм учням закони мислення, йому також потрібно було зайнятися вивченням явищ і законів фізичного світу.  Цьому й був присвячений його твір Скорочена Фізика написана ним у 1252 році. Як і Логіка , Фізика Влемміда, не є повністю самостійним твором,  а теж коментованим переказом творів різних авторів, в першу чергу того ж таки Аристотеля. Головним предметом фізики було вчення про основні начала у природі, вчення про елементи і явища світу.
Обширним є листування Никифора Влемміда. Найактивніше він листувався, із своїм учнем Феодором Ласкарісем. Із 33 відомих листів написаних Влеммідом, 31 написано Феодору, також, із відомих 49  листів написаних до Никифора Влемміда, 48 належать перу Феодора Ласкаріса. Обширність переписки між ними без сумніву говорить бо близькі стосунки між ними, із листів видно, що їхня переписка розпочалася одразу ж після того як Феодор покинув школу Влемміда, а це сталося в 1242 році, тож цей рік можна умовно вважати роком початку їхнього листування.
Проте найвідомішим твором Влемміда світського характеру є його політичний трактат “Царська статуя”. Ця праця була написана в 40-і роки XIII ст. У цьому своєму творі Влеммід намагається змалювати ідеального правителя, та викладає свої погляди на державу.

## Політичні погляди
Свої політичні погляди, Вдеммід найкраще описує у трактаті Царська статуя. У ньому він задумав окреслити ідеал царського обличчя, тобто показати, яким повинен бути цар, щоб він міг бути взірцем всіх чеснот та ідеальним правителем.
Відповідно до цілі свого твору, Никифор  вказує,  яких вад повинен уникати цар та які чесноти у собі виховувати, а потім говорить про державні обов'язки правителя. Перший і головний обов'язок царя — піклуватися про добробут підданих. Цар не має власності, усе, що він отримує як данину, він повинен витратити для блага підданих. Цар повинен намагатися дати можливість своїм підданим жити у спокої і мирно займатися своїми справами. Держава — це особливий організм, в якому цар є головою і основою організму, піддані  – частинами цього організму. Оскільки будь-який живий організм здоровий міцний і сильний та здатен  витримати будь-яку боротьбу, поки частини його тіла сприяють добробуту цілого, так і організм держави твердий і надійний тільки тоді, коли його частини, тобто піддані, сприяють голові організму, тобто царю. Тож цар повинен розраховувати на співпрацю і допомогу підданих відповідно до занять кожного з них. До чеснот які повинен у собі розвивати правитель, Влеммід відносить доброчесність, лагідність та щедрість. Доброчесність виховує в людині мужність для перемоги над своїми ворогами, лагідність привчає до сили духу і  постійності, щедрість прив'язує друзів. Людина, наділена цими усіма чеснотами, завжди і повсюди матиме славу. Щодо вад яких повинен уникати цар, то це в першу чергу розпуста, гнів та скупість.
Також Влеммід говорить про те  яким повинно бути суспільство у імперії. Адже воно має відповідати своєму імператору і бути гідним його, оскільки як уже згадувалося раніше, вони є частинами одного тіла. Кожен в залежності від своїх можливостей повинен вносити якусь користь у існування держави, і кожен робить свій внесок, а яким він буде залежить від виду діяльності людини. Так, для прикладу, ті які займаються ремеслами чи торгівлею повинні сплачувати данину у вигляді результатів  своєї праці. Люди які займаються пошуком істини, і присвятили себе наукам у якості данини повинні пробуджувати у царя любов до мудрості і філософії. Якщо говорити про чиновництво, то піклуючись про зовнішній добробут держави, цар повинен звертати увагу і на його внутрішній доброустрій, для цього він повинен перш за все слідкувати за тим щоб поставлені судді і чиновники не були користолюбними. Вони повинні бути чесні, справедливі і розумні та повністю гідність свого статусу. Намісники міст повинні бути розумні і справедливі люди, за їх управління місто буде процвітати і  розвиватися, а цар потім прославиться тим, що ставить гідних людей на посади.
Згідно з вченням Влемміда, суспільство є замкнутим самодостатнім живим організмом. Всі функції в ньому чітко розподілені і узгоджені. Воно може функціонувати незалежно і автономно від інших подібних організмів.
1. ↑  ISNI — 2012.
2. 1 2  Bibliothèque nationale de France BNF: платформа відкритих даних — 2011.
3. ↑  https://doi.org/10.1007/978-1-4020-9729-4_359
4. 1 2 3 4 5 6  Чеська національна авторитетна база даних